# 藤原小屎
藤原 小屎（ふじわら の おくそ/おぐそ、生没年不詳）は、奈良時代後期から平安時代初期にかけての桓武天皇の夫人。中務大輔藤原鷲取の娘。官位は従五位上。別名藤子。

## 生涯
桓武天皇の夫人で、延暦7年（788年）に万多親王を産んだこと以外はよくわかっていない。しかし、小屎の祖父である藤原魚名は左大臣在任中の天応2年（782年）に失脚し、程なく没してしまったため、小屎の入内は祖父の名誉回復のような影響を及ぼしたとされている。
また、そもそも魚名は自らの孫娘（小屎）を夫人にすることに固執したために桓武天皇の不興を買い、失脚したという説もある。

## 系譜
- 父：藤原鷲取
- 母：不詳
- 夫：桓武天皇
  - 皇子：万多親王